# Гай Азиний Квадрат
Гай Азиний Квадрат (лат. Gaius Asinius Quadratus) — римский историк III века. Он был сенатором, написавшим римскую историю в пятнадцати книгах, «Тысячелетие», которая, согласно Суде, охватывала период от основания Рима до правления Александра Севера. Он также написал «Парфику» в девяти книгах, предположительно повествующую о парфянских кампаниях предыдущего столетия. Некоторые исследователи приписывают ему и «Германику», хотя это оспаривается. Все его произведения были на греческом.
Тридцать сохранившихся фрагментов его работы были опубликованы Феликсом Якоби во «Фрагментах греческих историков». Большинство из них дошли до нас через словарь Стефана Византийского.
Название «Тысячелетие» объяснялось по-разному. Согласно Якоби, Квадрат необычным образом датировал основание Рима первой Олимпиадой в 776 году. Зеккини, однако, считает, что Квадрат использовал традиционную датировку и намеревался продлить свою работу до 248 года, когда Филипп Араб праздновал тысячелетие от основания Рима, но он умер до её завершения.
Квадрат происходил из рода Азиниев. Он был сыном Гая Юлия Азиния Квадрата, брата Гай Азиния Руфа (род. ок. 160) и Гая Азиния Квадрата Протима (род. ок. 165), проконсула Ахайи в 220 году. Эти братья были сыновьями Гая Азиния Никомаха (род. ок. 135) и его жены и двоюродной сестры Юлии Квадратиллы (род. ок. 145) (или, возможно, Азинии Марцеллины, потомка семьи Гая Азиния Поллиона) и внуками Гая Азиния Руфа (ок. 110 — после 136), влиятельного лидийца, который стал римским сенатором в 136 году, и его жены Юлии.